# ÖFB-Cup 1945-1946
La ÖFB-Cup 1945-1946 è stata la 21ª edizione della coppa nazionale di calcio austriaca.

## Ottavi di finale
| Squadra 1           | Risultato   | Squadra 2            |
| ------------------- | ----------- | -------------------- |
| 9 marzo 1946        |             |                      |
| Austria Vienna      | 2 - 0       | Hakoah Vienna        |
| Wien                | 2 - 1       | Helfort              |
| Wiener AC           | 1 - 4       | Columbia Floridsdorf |
| 10 marzo 1946       |             |                      |
| Schwechat           | 2 - 1       | Slovan Vienna        |
| Floridsdorfer       | 3 - 3 (dts) | Wacker Wien          |
| Rapid Vienna        | 4 - 1       | Admira Vienna        |
| SC Brunn am Gebirge | 0 - 6       | First Vienna         |
| Wiener SC           | 6 - 0       | Südbahn Vienna       |
| 3 aprile 1946       |             |                      |
| Wacker              | 1 - 2       | Floridsdorfer        |

## Quarti di finale
| Squadra 1      | Risultato   | Squadra 2            |
| -------------- | ----------- | -------------------- |
| 27 aprile 1946 |             |                      |
| Austria Vienna | 3 - 3 (dts) | Floridsdorfer        |
| First Vienna   | 3 - 0       | Columbia Floridsdorf |
| 28 aprile 1946 |             |                      |
| Schwechat      | 0 - 2       | Wien                 |
| Rapid Vienna   | 4 - 2       | Wiener SC            |
| 15 maggio 1946 |             |                      |
| Austria Vienna | 0 - 2       | Floridsdorfer        |

## Semifinale
| Squadra 1      | Risultato | Squadra 2     |
| -------------- | --------- | ------------- |
| 30 maggio 1946 |           |               |
| Rapid Vienna   | 4 - 0     | Wien          |
| First Vienna   | 13 - 3    | Floridsdorfer |

## Finale
| Squadra 1      | Risultato | Squadra 2    |
| -------------- | --------- | ------------ |
| 20 giugno 1946 |           |              |
| Rapid Vienna   | 2 - 1     | First Vienna |